# Àngels sense cel
Àngels sense cel (títol original: The Saint of Fort Washington) és una pel·lícula estatunidenca dramàtica dirigida per Tim Hunter protagonitzada per Matt Dillon i Danny Glover. Ha estat doblada al català. Dillon va guanyar el premi al actor millor al Festival Internacional de Cinema d'Estocolm 1993 per la seva actuació.

## Argument
Matthew és un jove sensible afectat d'esquizofrènia. Acaba al carrer, no tenint cap lloc on viure. Víctima d'intimidació pels punks, Matthieu s'adreça a un sensesostre veterà de l'exèrcit, Jerry, per obtenir informació sobre la manera de sortir-se'n. Acaben amics, canviant tots dos la vida de l'altre per sempre.

## Repartiment
- Danny Glover: Jerry / Narrador
- Matt Dillon: Matthieu
- Rick Aviles: Rosario
- Nina Siemaszko: Tamsen
- Ving Rhames: Little Leroy

## Premis i nominacions
- 1993: Festival de Toronto: Premi del public (2n lloc).
- 2 Nominacions 
  - 1993: Festival d'Estocolm: Millor Actor (Matt Dillon)
  - 1993: Crítics de Chicago: Nominada a Millor actor de repartiment (Matt Dillon)